# Ребольедо де Палафокс, Хосе
Хосе Ребольедо де Палафокс-и-Мельси, герцог Сарагосский (исп. José de Rebolledo Palafox y Melci; 1775—1847) — испанский генерал и политический деятель эпохи Наполеоновских войн, который в 1808 г. успешно оборонял Сарагосу от французов.
Родился в 1775 году в Сарагосе, военную службу начал в 1792 году в корпусе королевской гвардии.
Когда в 1808 году Наполеон возвёл на испанский престол своего брата Жозефа и вся Испания восстала против французов, Палафокс, имевший тогда чин бригадного генерала и живший в своем поместье Альфранко, близ Сарагосы, 25 мая был местными жителями провозглашён губернатором Сарагосы и генерал-капитаном Арагона. Он быстро сформировал армию, призвав под знамёна отставных офицеров, студентов и других молодых людей, и в июне 1808 года с 8000 человек выступил против маршала Лефевра, но был разбит им при Маллене и Алайоне.
Палафокс отступил к Сарагосе, гарнизон которой под начальством Палафокса отбил все штурмы французов и выдержал в течение 60 дней тяжёлую осаду. Эта оборона прославила Палафокса и сделала его испанским национальным героем.
20 декабря 1808 года французы, под начальством Монсея, а потом Ланна, снова осадили Палафокса в Сарагосе. На все предложения сдаться Палафокс по-прежнему отвечал: «Война на ножах», но усиленные труды расстроили его здоровье. 10 февраля 1809 года он заболел и передал начальство над гарнизоном генералу Сен-Марку, который и сдал 20 февраля полуразрушенный город французам.
Больной Палафокс был взят в плен и отвезён во Францию, где оставался до заключения Валансьенского мира.
Он возвратился из плена только в 1814 году и, объявив себя защитником неограниченной королевской власти, был назначен генерал-капитаном Арагона. Подавив беспорядки, произведённые милицией в Сарагосе, Палафокс с 1820 по 1823 год командовал корпусом королевской гвардии, а затем до 1836 года не принимал почти никакого участия в делах. В том году он снова был назначен генерал-капитаном Арагона и сенатором.
Скончался 15 февраля 1847 года в Мадриде.